# Matteus Ward
Filip Matteus Ward, född 3 juli 2001 i Nyköping, är en svensk ishockeymålvakt som från och med säsongen 2022/23 spelar för Luleå HF i Svenska Hockeyligan.
Han är yngre bror till ishockeymålvakten Samuel Ward.